# El Puig (Esparreguera)
El Puig és una muntanya de 274 metres que es troba al municipi d'Esparreguera, a la comarca del Baix Llobregat.